# Liste der Monuments historiques in Athis (Marne)
Die Liste der Monuments historiques in Athis führt die Monuments historiques in der französischen Gemeinde Athis auf.

## Liste der Immobilien
| Bezeichnung     | Beschreibung                                                 | Standort                    | Kennzeichnung | Schutzstatus | Datum | Bild           |
| --------------- | ------------------------------------------------------------ | --------------------------- | ------------- | ------------ | ----- | -------------- |
| Château d’Athis | Schloss, 17. und 18. Jahrhundert; mit Teilen der Ausstattung | 10, rue des Tilleuls (Lage) | PA00078574    | Inscrit      | 1982  | weitere Bilder |

## Liste der Objekte
| Bezeichnung                                | Beschreibung                                                                   | Standort                     | Kennzeichnung | Schutzstatus | Datum | Bild |
| ------------------------------------------ | ------------------------------------------------------------------------------ | ---------------------------- | ------------- | ------------ | ----- | ---- |
| Vier Skulpturen: Wappenschilde             | Gips, 19. Jahrhundert                                                          | im Château d’Athis (Lage)    | PM51003134    | Inscrit      | 1982  |      |
| Skulptur Sitzende Madonna mit Kind         | Stein, 13. Jahrhundert                                                         | in der Kirche St-Rémi (Lage) | PM51000030    | Classé       | 1911  |      |
| Skulptur Engelshaupt                       | Holz, 18. Jahrhundert                                                          | in der Kirche St-Rémi (Lage) | PM51003361    | Inscrit      | 1995  |      |
| Relief Zwei Engelshäupter                  | Holz, 18. Jahrhundert                                                          | in der Kirche St-Rémi (Lage) | PM51003362    | Inscrit      | 1995  |      |
| Skulptur Heiliger Eligius                  | Stein, 16. Jahrhundert                                                         | in der Kirche St-Rémi (Lage) | PM51003358    | Inscrit      | 1995  |      |
| Zwei Kredenzen                             | Holz, vergoldet, Marmor, zweite Hälfte des 18. Jahrhunderts; beide gestohlen   | in der Kirche St-Rémi (Lage) | PM51000031    | Classé       | 1912  |      |
| Kasel und Pluviale                         | Seide, bestickt, Ende des 17. Jahrhunderts                                     | in der Kirche St-Rémi (Lage) | PM51000032    | Classé       | 1955  |      |
| Prozessionsstab Heiliger Eligius           | Holz, 18. Jahrhundert                                                          | in der Kirche St-Rémi (Lage) | PM51003359    | Inscrit      | 1995  |      |
| Skulptur Madonna mit Kind                  | Holz, 17. Jahrhundert                                                          | in der Kirche St-Rémi (Lage) | PM51003357    | Inscrit      | 1995  |      |
| Gemälde Taufe Chlodwigs                    | Ölfarbe auf Leinwand, 17. oder 18. Jahrhundert                                 | in der Kirche St-Rémi (Lage) | PM51002476    | Inscrit      | 1977  |      |
| Grabmonument                               | Stein, bezeichnet 1546                                                         | in der Kirche St-Rémi (Lage) | PM51003360    | Inscrit      | 1995  |      |
| Skulptur Heiliger Remigius                 | Eichenholz, 17. Jahrhundert; in der Mairie deponiert                           | in der Kirche St-Rémi (Lage) | PM51000033    | Classé       | 1977  |      |
| Ausstattung der Kammer des Herrn von Cappy | Wandverkleidung, Kamin und Spiegel; Holz, Marmor, Spiegelglas, 18. Jahrhundert | im Château d’Athis (Lage)    | PM51000034    | Classé       | 1947  |      |
| Kanzel                                     | Eichenholz, 1718                                                               | in der Kirche St-Rémi (Lage) | PM51002475    | Inscrit      | 1977  |      |